# Ruwe dravik
Ruwe dravik (Bromopsis ramosa subsp. ramosa) is een gras uit het geslacht vaste dravik. Het groeit op lichte plekken in bossen, en gaat achteruit als bossen dichter en donkerder worden. In Nederland komt het zeer zeldzaam voor in Zuid-Limburg. In België is het vrij algemeen in het Maasgebied en in de zuidelijke Ardennen; elders is het zeer zeldzaam. Ruwe dravik lijkt op bosdravik.

## Ecologie
Ruwe dravik staat op zonnige tot licht beschaduwde, vochtige en humeuze, voedselarme tot matig voedselrijke, basenrijke, ± stikstofrijke, zwak zure tot kalkrijke, vaak lemige en kleiige bodems. Ze groeit op lichte plekken in loof- en naaldbossen (dit laatste niet in Nederland), op kapvlakten en in bosranden, in struwelen en langs heggen en bospaden.

## Verspreiding
Nederland ligt geheel binnen het Europese deel van het verspreidingsgebied. De plant is zeer zeldzaam in Zuid-Limburg en is vroeger ook aangetroffen bij Hummelo. Ruwe dravik is zeer sterk achteruitgegaan door het nagenoeg geheel stoppen van het hakhoutbeheer. Hierdoor groeien de open plekken en kapvlakten weer dicht en verdwijnt de mogelijkheid voor de soort om hier te kiemen vanuit de nog wel aanwezige zaadbank.

## Gelijkende soort
De beide ondersoorten (bosdravik en ruwe dravik) overlappen elkaar in hun verspreidingsgebied en kunnen met elkaar verward worden. Naast de in de flora's genoemde kenmerken heeft ruwe dravik bloeistengels die altijd een dichte beharing van zeer korte, afstaande haren dragen boven de bovenste bladschede terwijl die bij bosdravik geheel kaal zijn.